# برتیل هاسه
برتیل هاسه (انگلیسی: Bertil Haase; ۵ ژوئن ۱۹۲۳ – ۷ ژوئیهٔ ۲۰۱۴) ورزشکار پنج‌گانه مدرن اهل سوئد بود.
وی در مسابقات کشوری و بین‌المللی در مجموع برندهٔ ۱ مدال طلا، ۲ مدال برنز شده‌است.